# Leucanopsis valentina
Leucanopsis valentina là một loài bướm đêm thuộc phân họ Arctiinae, họ Erebidae.